# カワサキ・KLR650
カワサキ・KLR650（ケイエルアールろっぴゃくごじゅう）とは、川崎重工業が1987年より製造、販売している4ストロークのKLRシリーズの大型自動二輪車（オートバイ）である。

## 概要
デュアルパーパスの区分に属し、排気量は651ccである。1987年の登場以来2007年モデルまでは、20年に渡って、ボディーカラー以外の変更がほとんどなかった。長期にわたる単一モデル販売ゆえの豊富なアフターマーケット・パーツの存在および比較的安価な価格もあり、アドベンチャーライダーなどに広く支持されている。2008年モデルで、大幅な設計変更が行われた。
北米市場向けKL650A・B・Eには、49-State Spec.(US)とCalifornia Spec.(CA)の、2種類の仕様が存在する。排ガス規制の厳しいカリフォルニア州向け仕様にのみ、排ガス浄化装置である「キャニスター」が装備されている。また、(2)California Spec.(CA)には、型式の末尾に「L」が付くので、型式名でも区別できる。

## モデル一覧

### KL650A
KL600Rの後継機種として、1987年に登場したモデルがKLR650（型式：KL650A）である。後から登場した、派生型のKL650「天涯」（型式：KL650B）、KLR650（型式：KL650C）が、いずれも先に姿を消していったのに対し、このKLR650（型式：KL650A）は長寿モデルとして、2007年までラインナップし続けた。なお、1987年～1988年の2年間、国内販売も行われた。
長い生産期間の間で行われた変更は、主にカラーリングの変更であるが、1996年にトランスミッションの大幅な設計変更があり、それ以前と以降ではまったく部品構成が異なるので、注意が必要。

### KL650B
通称「天涯」。KLR650（型式：KL650A）の派生型で、1989年から1992年まで生産された。KL650Aとの相違点は、フルカウル化されたボディ、フロントブレーキ（KL650Aは1ポットだが、天涯は2ポット）、サスペンション、ミッションのギヤ比、ディスクブレーキカバーの装備等が挙げられる。デザインがイタリアのスタジオで行われたためか、イタリア車的なシルエットを持つ。欧州の一部の国の免許制度に対応させるために開発されたと思われる、排気量を若干抑えたKL500「天涯」（排気量497cc、型式：KL500B）も存在し、1989年から1990年にかけて生産されている。

### KL650C
KLR650の名を冠しているが、このKL650Cは、ツアラー志向の「KL650A/B/E」各型とは趣が異なり、トレール志向のデザイン（より「オフロード車然」とした外観）を有している。タンク容量が、他型式がいずれも23Lタンクを採用しているのに対し、KL650Cのみ14Lタンクを装備している点から、航続距離を犠牲にしてでも走破性向上を狙ったことが窺える。その点では、性格的にKLX650（型式：LX650C）により近いといえる。KL650Cの対象市場は欧州であり、北米市場向けにはKL650Aが相変わらず輸出されていたため、同時期に「異なるKLR650が2種類存在する」という現象が見られた。生産期間はあまり長くなく、KLR650系の中では最も目にする機会が少ない。

### KL650E
2008年に登場した、長寿モデルだったKL650Aのフルモデルチェンジ版。KL650Aとの相違点は、フルカウル化されたボディ、フロント・リヤブレーキ（前後共ペタルディスク化および2ポット化）、大型化されたリヤキャリア、Ninja650R/250Rと同形のヘッドランプ採用、スイングアームの変更、シフトペダルの改良等が挙げられる。生産はタイ・カワサキにて行われており、輸出仕向地は北米（アメリカ・カナダ）、中南米（ベネズエラ）、豪州（オーストラリア）、マレーシア向けの設定がある。旧型のKL650A/B/Cとは異なり、欧州向けの設定はない。

### M1030
KLR650をベースとして開発され、米軍に採用された。ディーゼルエンジンを搭載している点が、ベースモデルと大きく異なる。